# Reinder van der Naalt
Reinder van der Naalt (Sebaldeburen, 1 mei 1956) is een Nederlands stemacteur en cabaretier.

## Levensloop
Reinder van der Naalt haalde in 1983 in Utrecht zijn lesbevoegdheid voor wis- en natuurkunde. Van 1983 tot 1986 stond hij voor de klas, daarna werkte hij als computerprogrammeur in het bedrijfsleven. In 1990 won hij met Klapperen met je oren het Amsterdams Kleinkunst Festival, waarna er vele avondvullende shows volgden. In 1993 besloot hij zijn baan in het bedrijfsleven op te zeggen en professioneel cabaretier te worden. Hij werkte daarnaast als stemacteur voor radio- en televisiespotjes, films, computerspellen en tekenfilms. Sinds 2009 treedt Van der Naalt niet meer op in het theater maar werkt hij als stemacteur, schrijft en speelt hij cabaretvoorstellingen voor bedrijfsevenementen en coacht hij beginnende theatermakers.
Van der Naalt won in 2018 de Zilveren Koe voor zijn bijdrage aan het niveau van de nasynchronisatie in Nederland. Eerdere winnaars van deze prijs zijn Paul van Gorcum (2004), Marjolein Algera (2005), Fred Meijer (2006), Jan Nonhof (2009), Maria Lindes (2010), Sander de Heer (2011) en Huub Dikstaal (2013).

## Theatervoorstellingen
- 2007 - Image
- 2005 - Hudatso
- 2003 - Anders (met live-cd)
- 2001 - Averij
- 1998 - Dunk
- 1996 - Wallebakken
- 1994 - Pendelen
- 1993 - Volg de pijlen
- 1990 - Klapperen met je oren

## Prijzen
- 1990 - Wim Sonneveldprijs, eerste plaats (jury- en publieksprijs) van het Amsterdams Kleinkunst Festival.

## Overzicht stemrollen
- Ja zuster, nee zuster - Lorre de Papegaai - 1968
- Sesamstraat - Stinky de Stinkplant, Phil en Colambo - 1976
- Het Grote Verhaal van Winnie de Poeh - Graver - 1977
- Thomas de stoomlocomotief - Edward / Henry / Percy / Bill & Ben / Bertie de Bus / Diesel - 1984
- Teenage Mutant Ninja Turtles - Baxter Stockman - 1987
- Knabbel en Babbel Rescue Rangers - Professor Nimnul - 1989
- Darkwing Duck - J. Gander Hooter, Molairty, Phineas Sharp, Nodoff, Flex - 1991
- De Reddertjes in Kangoeroeland - Frank - 1991
- Animaniacs - Pinky, Buttons - 1992
- Rocko's Modern Life - heffer wolfe, filburt turtle - 1993
- Hercules - Paniek - 1997
- Een Luizenleven - Cornelius - 1998
- Montana Jones - Slim - 1998 t/m 1999
- Toy Story 2 - Wheezy, Geri de Poppenmaker - 2000
- Toy Story 2 de Game - Wheezy, Geri de Poppenmaker - 2000
- Teacher's Pet - Spot Helperman/ Scott Superstift de tweede - 2000
- Harry Potter en de Steen der Wijzen - Professor Filius Banning, Grijphaak - 2001
- Monsters en co. - Smitty - 2001
- Shrek - Geppetto, Bisschop - 2001
- Tweede Ster van links - Snipper het Malle Konijn - 2001
- Pietje Bell - Phillip Bloemendaal - 2002
- Engie Benjy - Ad Astronaut - 2002
- Harry Potter en de Geheime Kamer - Professor Filius Banning - 2002
- Barbie als Rapunzel - De Zilversmit/ Wacht - 2002
- The Fairytaler - Verschillende personages - 2003 t/m 2005
- Pietje Bell 2 - Phillip Bloemendaal - 2003
- Finding Nemo - Bubbels - 2003
- Teacher's Pet (2004) - Spot Helperman/ Scott Superstift de tweede - 2004
- Harry Potter en de Gevangene van Azkaban - Professor Filius Banning - 2004
- Shrek 2 - Herald - 2004
- Paniek op de Prairie - de Gebroeders Willie - 2004
- The Incredibles - overige stemmen - 2004
- Koefnoen - café-eigenaar - 2004
- Harry Potter en de Vuurbeker - Professor Filius Banning - 2005
- Sprookjesboom - Kabouters - 2006
- Harry Potter en de Orde van de Feniks - Professor Filius Banning - 2007
- The Simpsons Movie - Homer Simpson, Abraham (opa) Simpson, Krusty, Kent Brockman, Itchy, Scratchy, Rodd Flanders, Todd Flanders - 2007
- Meet the Robinsons - Fritz, Petunia - 2007
- Mijn vriendjes Teigetje en Poeh - Graver - 2007
- Back at the Barnyard - Pip de Muis - 2007
- Monster Buster Club - Meneer Hugo Smith - 2008
- Harry Potter en de Halfbloedprins - Professor Filius Banning - 2009
- American Dragon: Jake Long - Professor Boktor - 2009
- Jimmy Two-Shoes - Samy - 2009
- Jimmy Two-Shoes - De Helper van Lucius - 2009
- Curious George 2: Follow That Monkey! - Overige stemmen - 2009
- Casper's Griezelschool - Alder, Stinky - 2009
- Up - Bouwvakker Steve - 2009
- Harry Potter en de Relieken van de Dood deel 1 - Grijphaak - 2010
- Toy Story 3 de Game - Wheezy - 2010
- Regular Show - Bullebak, Mallaerd - 2010
- Harry Potter en de Relieken van de Dood deel 2 - Professor Filius Banning, Grijphaak - 2011
- The Muppets - Fozzie Beer, Miss Piggy - 2011
- Cars 2 - Tomber - 2011
- Cars 2 de Game - Acer - 2011
- De wonderlijke wereld van Gumball - diverse stemmen waaronder opa Louis - 2011 t/m 2019
- Sprookjesboom de Film - Konijn, Kabouters - 2012
- Bob de Bouwer - Spud - 2012 tot heden
- Gravity Falls - Opa McGuckett - 2012
- Partysaurus Rex - Chuck E. Duck - 2012
- Ultimate Spider-Man - Stan Lee, J. Jonah Jameson - 2012 t/m 2017
- Frozen - De Hertog van Wesselburgh - 2013
- Disney Infinity spellen - Edna Mode, J. Jonah Jameson en Stormtrooper - 2013 t/m 2015
- Lego Marvel Super Heroes: Maximum Overload - Stan Lee, J. Jonah Jameson - 2013
- Phineas and Ferb: Mission Marvel - Stan Lee - 2013
- Hulk and the Agents of S.M.A.S.H. - Stan Lee, J. Jonah Jameson - 2013 t/m 2015
- Avengers Assemble -  J. Jonah Jameson - 2013 tot heden
- Toy Story of Terror! - Vadertje Tijd, Meneer Jonas - 2013
- Trippel Trappel Dieren Sinterklaas - Takkie de Wandelede Tak - 2014
- Muppets Most Wanted - Fozzie Beer, Miss Piggy - 2014
- Asterix en de Romeinse Lusthof - Generaal - 2014
- The Lego Movie - Professor Albus Perkamentus - 2014
- 7D - Doc - 2014
- Clarence - Sumo - 2014 t/m 2018
- Binnenstebuiten - Vergeter Bobby - 2015
- Minions - Bewaker van de Kroon, Professor Flux - 2015
- Nexo Knights - Merlok de Magier - 2016
- Finding Dory - Bubbels - 2016
- Cars 3 - Darrell Cartrip - 2017
- Ralph Breaks the Internet - Grumpie - 2018
- 3below tales of Arcadia - loth saborian - 2018 t/m 2019
- Dumbo - Overige stemmen - 2019
- Aladdin - Iago - 2019
- Frozen II - Hertog van Wesselton - 2019
- Muppets Now - Miss Piggy, Fozzie Beer, Rosie - 2020
- Monsters at Work - Smitty - 2021 t/m 2024
- Muppets Haunted Mansion - Miss Piggy, Fozzie Beer, Camilla - 2021
- Star Wars: Tales of the Jedi - Oude Man - 2022
- Disenchanted - Perkamentrol - 2022
- The Super Mario Bros. Movie - Kamek - 2023
- Binnestebuiten 2 - Overige stemmen - 2024
- Rebellious - Finn - 2025
- Heinz - Frits
- Mickey Mouse - Otto van Drakenstein - Heden